# Vlaková pošta

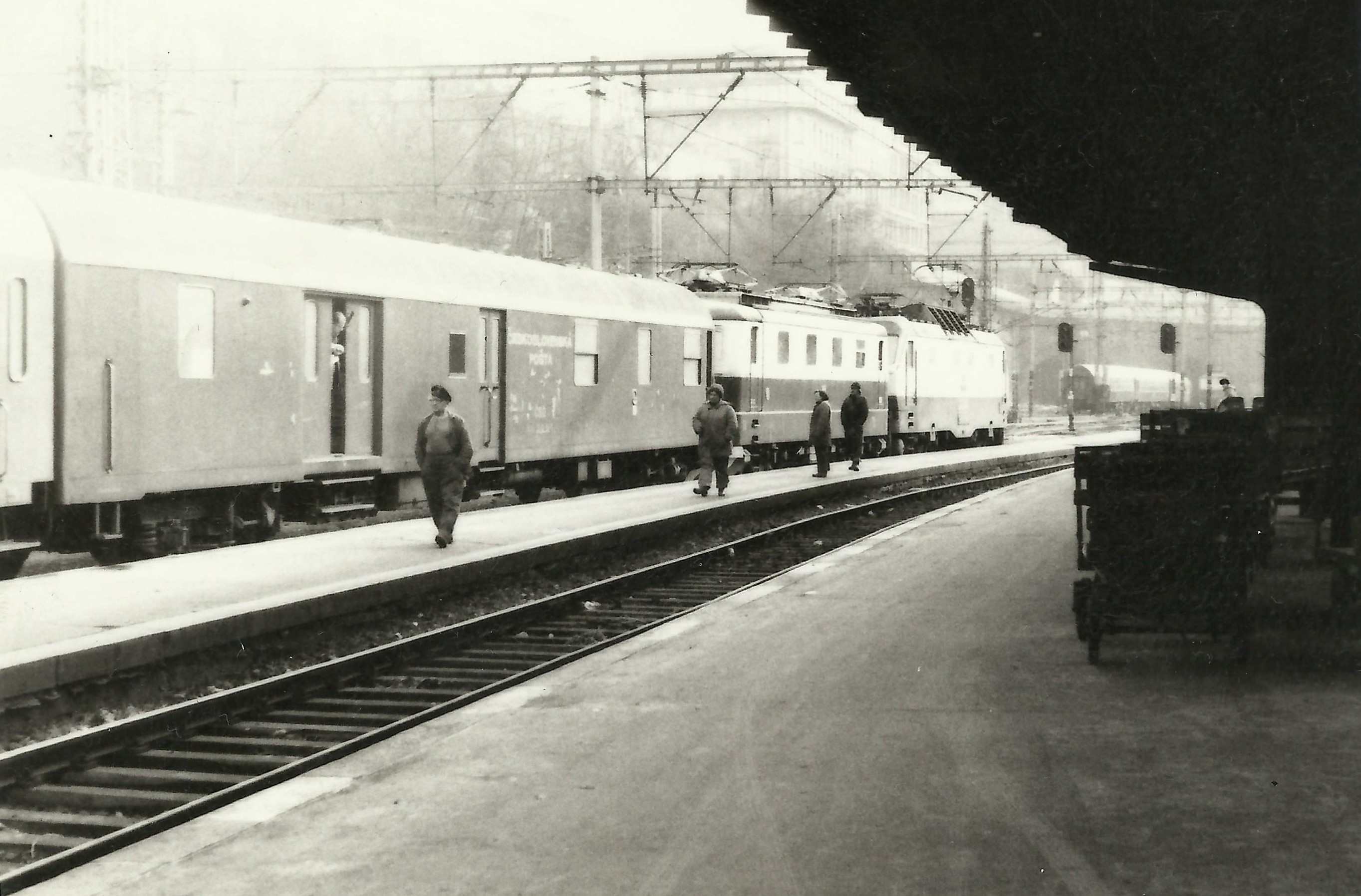
Vlaková pošta na pražském hlavním nádraží v období Československa

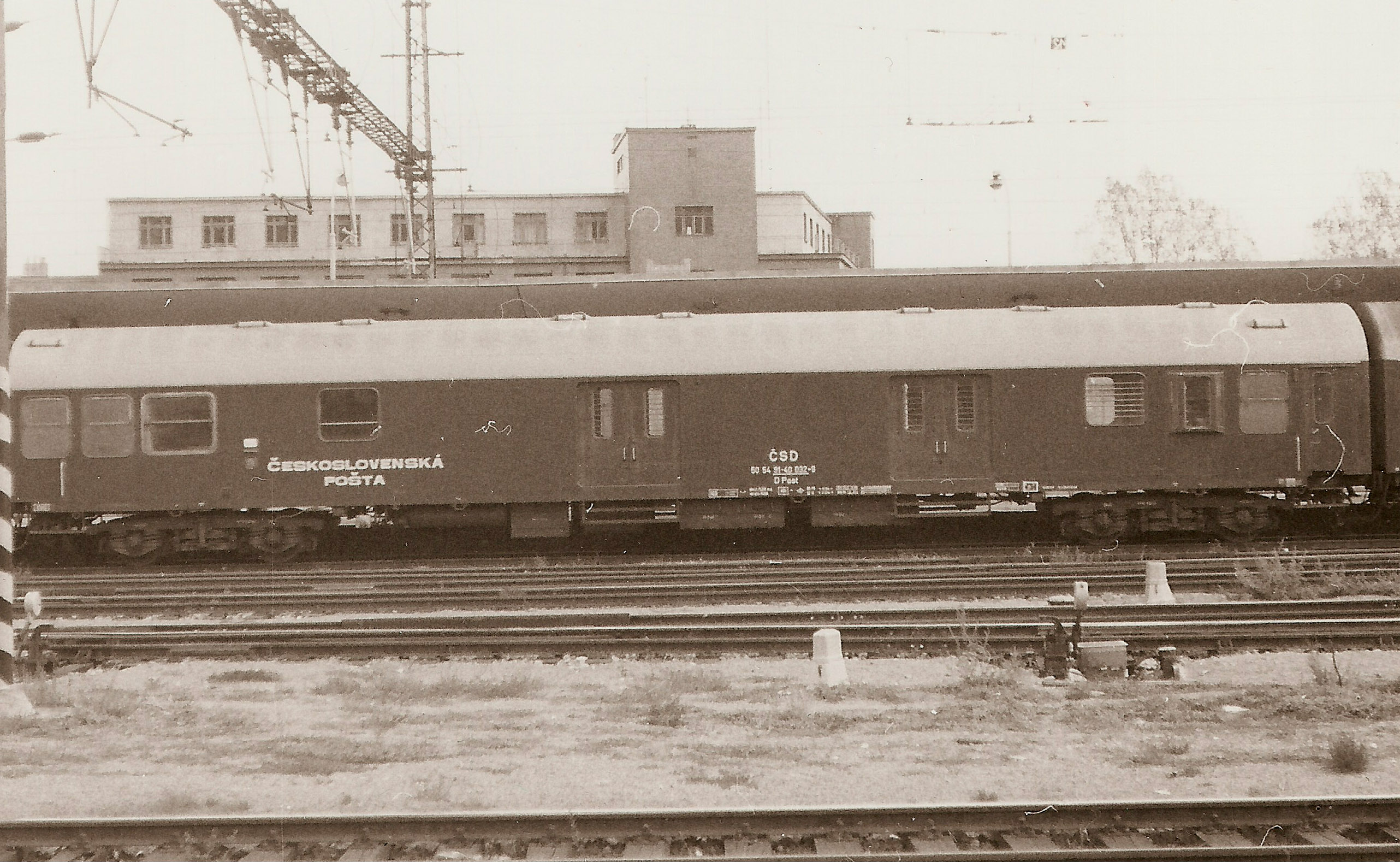
Poštovní vagón z roku 1972

Vlaková pošta, též ambulance, byl druh ambulantní pošty. Zpracovávala všechny druhy poštovních zásilek během jízdy v upravených železničních vozech.

## Historie

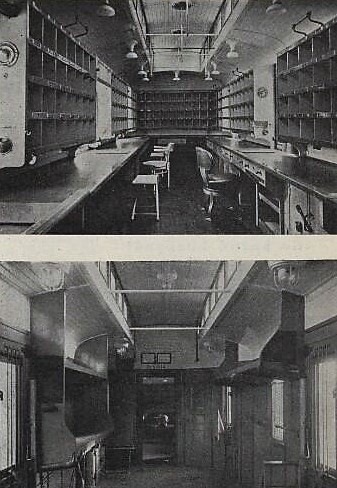
Interiér vlakové pošty, část listovní a balíková, 1938

První vlaková pošta byla zavedena ve Velké Británii, kdy byly zásilky zpracovávány za jízdy ve vagónu od 6. ledna 1838 na trati Birmingham–Liverpool. Od 17. září 1838 byly provozovány nově zkonstruované vozy na trati Londýn–Birmingham a tato technologie se po Evropě rychle šířila.

### Historie vlakových pošt v Rakousko–Uhersku
V Rakousku byly vlakové pošty zavedeny 1. srpna 1850 na trati Vídeň–Břeclav–Přerov–Bohumín; tehdy se ještě jednalo o upravené osobní vozy. Tyto vlakové pošty byly označeny pořadovým číslem 1 a 2.
V roce 1851 již byla takto Vídeň propojena speciálními vozy s Prahou a Děčínem (Podmokly). V roce 1875 jezdilo v Předlitavsku (část Rakousko-Uherska, do které patřilo i České království) 41 vlakových pošt.
Vlakové pošty (ambulance) byly tehdy obsazeny jednak poštovními úředníky a jednak poštovními průvodčími (konduktéry). Od 80. let 19. století byly vlakové pošty na vedlejších nebo krátkých tratích, případně i na tratích hlavních, ale s méně náročným provozem, obsazovány samostatně pracujícími poštovními průvodčími.
V roce 1898 bylo zavedeno v českých zemích 24 nových poštovních ambulancí a 116 vlakových jízd s poštovními konduktéry.
V lednu 1900 byly původní vlakové poštovní úřady přejmenovány na úřednické vlakové pošty. Vlakové pošty s poštovním průvodčím nebo s poštovním doprovodem byly považovány za vlakové pošty nižšího řádu. Tyto názvy se používaly až do roku 1918.
V roce 1875 jezdilo v Předlitavsku 177 úřednických vlakových pošt a 604 vlakových pošt nižšího řádu.
V roce 1918 bylo na území Čech, Moravy a Slezska 107 úřednických vlakových pošt a 196 vlakových pošt nižšího řádu.

### Historie československých vlakových pošt
Po vzniku Československa musela poštovní správa řešit to, že rozhodující vlakové pošty podléhaly nádražním poštovním úřadům ve Vídni, případně v Linci či v Budapešti a že byly obsazeny tamními poštovními úředníky a zřízenci. V roce 1927 pak v Československu bylo celkem 114 přednostenských úřadů (domovských úřadů vlakových pošt) a přes 700 vlakových pošt. V Praze byly přednostenskými poštovními úřady:
- Praha 6 (Denisovo nádraží - Těšnov),
- Praha 7 (Masarykovo nádraží),
- Praha 15 (Wilsonovo nádrazí - Hl.nádr.).

Vlaková pošta Praha-Komárno a zpět domovského úřadu Praha 7 měla číslo 1. Vlakové pošty na Podkarpatské Rusi měly čísla čtyřciferná, např. vlaková pošta Berehovo-Kušnice domovského úřadu Berehovo měla číslo 1008.

## Činnost vlakové pošty
Byl to druh ambulantní pošty ve speciálním železničním voze. Zde byla vykonávána nejen všeobecně vymezená činnost ambulantních pošt, ale také byly přijímány obyčejné listovní zásilky, nádražní psaní, telegramy vhozené do schránek na vagoně. Vydávala se zde nádražní psaní, noviny a časopisy a na území Československa vlakové pošty pošta do 31. srpna 1983 přijímaly i doporučené zásilky.
Vlakové pošty byly obsazovány zpravidla třemi zaměstnanci: vedoucí vlakové pošty (kartoval zapsané zásiky do karet a seznamů), třídič (třídil listovní zásilky) a výpravčí závěrů (zpracovával nákladní předměty a prováděl ve stanicích výměnu závěrů). Ve vlakových poštách na hlavních tazích se počet členů posádky mohl zvýšit až na osm zaměstnanců.

## Ukončení provozu
V České republice vlakové pošty ukončily svou činnost 29. května 1999. Obdobně postupovaly i ostatní světové pošty. Až do 31. března 2003 zůstalo v České republice v provozu několik tzv. úhrnných přeprav železničních, které existovaly i v éře vlakových pošt. Tyto poštovní kurzy železniční byly doprovázeny zpravidla jedním, ve výjimečných případech dvěma, zaměstnanci, kteří zajišťovali třídění nákladních předmětů do předepsaných skupin vedení přepravní dokumentace. Po zrušení úhrnných přeprav železničních se už poštovní přeprava po železnici konala jen v poštovních vlacích bez doprovodu zaměstnance pošty. V těchto vlacích se už poštovní činnost nevykonává.

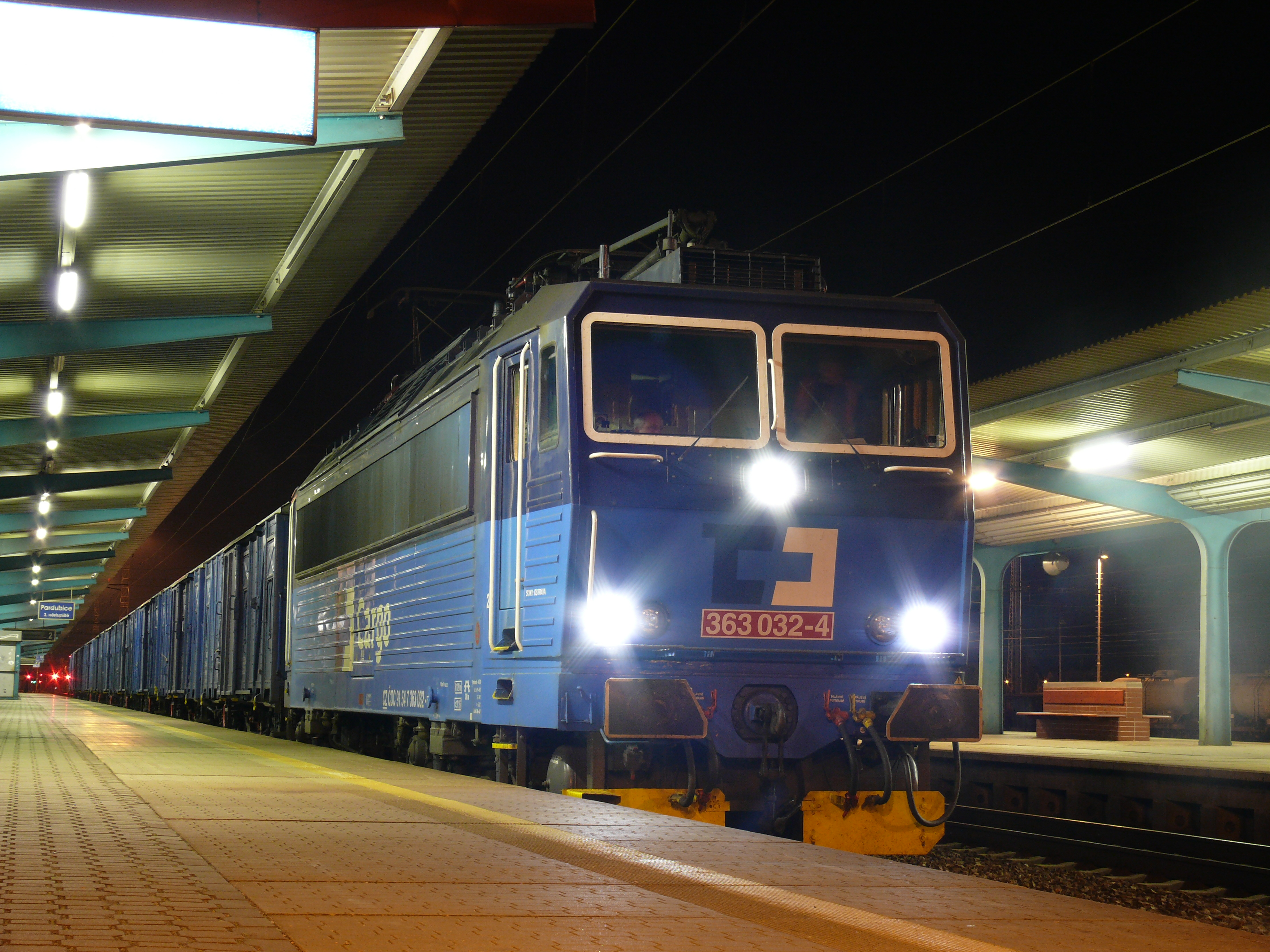
Noční spoj společnosti ČD Cargo zajišťující přepravu poštovních zásilek. V čele lokomotiva 363.032, Pardubice hlavní nádraží.

## Vlakové pošty v literatuře a filmu
- Série CL, detektivní román Euarda Fikera z prostředí vlakových pošt (Mladá fronta, 1960); místem loupeže byl poštovní vagon, nebyl však zařazen jako vlaková pošta, sloužil pouze k přepravě peněz s doprovodem pracovníků Bezpečnosti a banky.[6]
- Na kolejích čeká vrah celovečerní film podle románu Série CL (režie Josef Mach, hlavní role Jiří Sovák, Radoslav Brzobohatý, 1970)
- Ja milujem, ty miluješ, celovečerní film, jehož hrdinou je pracovník vlakové pošty (režie Dušan Hanák, hlavní role Roman Klosowski, Iva Janžurová, 1980)
- Vlaková loupež po česku, detektivní příběh Petra Študenta o fiktivním zločinu ve vlakové poště z 90. let 20. století (nakladatelství Klika, 2020)